# Acutomunna foliacea
Acutomunna foliacea là một loài chân đều trong họ Paramunnidae. Loài này được Chardy miêu tả khoa học năm 1975.